# Trapt (album)
Trapt è il secondo (il primo per una major) album in studio del gruppo musicale hard rock statunitense Trapt, pubblicato nel 2002.

## Tracce
1. Headstrong – 4:46
2. Made of Glass – 3:30
3. Hollowman – 5:03
4. These Walls – 4:06
5. Still Frame – 4:31
6. Echo – 4:12
7. The Game – 5:05
8. When All Is Said and Done – 4:16
9. Enigma – 4:42
10. Stories – 3:56
11. New Beginning – 9:13

## Formazione
- Chris Brown - voce, chitarra
- Simon Ormandy - chitarra
- Pete Charell - basso
- Aaron "Monty" Montgomery - batteria, percussioni